# Saint-Gence
Saint-Gence (okzitanisch: Sent Gençan) ist eine französische Gemeinde mit 2.208 Einwohnern (Stand: 1. Januar 2022) im Département Haute-Vienne in der Region Nouvelle-Aquitaine. Sie gehört zum Arrondissement Limoges und ist Mitglied im Gemeindeverband Communauté urbaine Limoges Métropole. Die Einwohner werden Saint-Gençois und Saint-Gençoises genannt.
Die Gemeinde erhielt 2023 die Auszeichnung „Zwei Blumen“, die vom Conseil national des villes et villages fleuris (CNVVF) im Rahmen des jährlichen Wettbewerbs der blumengeschmückten Städte und Dörfer verliehen wird.

## Geografie
Saint-Gence liegt im Limousin etwa 14 Kilometer nordwestlich von Limoges an der Glane. Zahlreiche kleinere Wasserläufe, wie beispielsweise der Ruisseau de la Chatre oder der Ruisseau le Glanet, bewässern das Gebiet der Gemeinde.
Umgeben wird Saint-Gence von den Nachbargemeinden Peyrilhac im Norden, Nieul im Osten, Couzeix im Südosten, Limoges im Südosten und Süden, Verneuil-sur-Vienne im Südwesten sowie Veyrac im Westen.

## Geschichte
Die Vorgängersiedlung von Saint-Gence war vermutlich einer der Hauptorte des gallischen Stamms der Lemoviken, die um 70 v. Chr. Chr. von den Bewohnern verlassen wurde. Guy Lintz stellt die Hypothese einer organisierten Abreise nach Villejoubert auf, einem befestigten Oppidum 40 Kilometer von Saint-Gence entfernt. Dort befand sich einer der größten blockierenden Felssporne Galliens mit einer Fläche von fast dreihundert Hektar, geschützt durch einen Murus Gallicus. Als das Limousin römisch wurde, wurde Villejoubert verlassen, eine Bevölkerungsgruppe kehrte nach Saint-Gence zurück, um Häuser wieder aufzubauen, Brunnen zu graben und wieder an diesem Ort zu leben, an den sie sich erinnert hatten.

## Bevölkerungsentwicklung

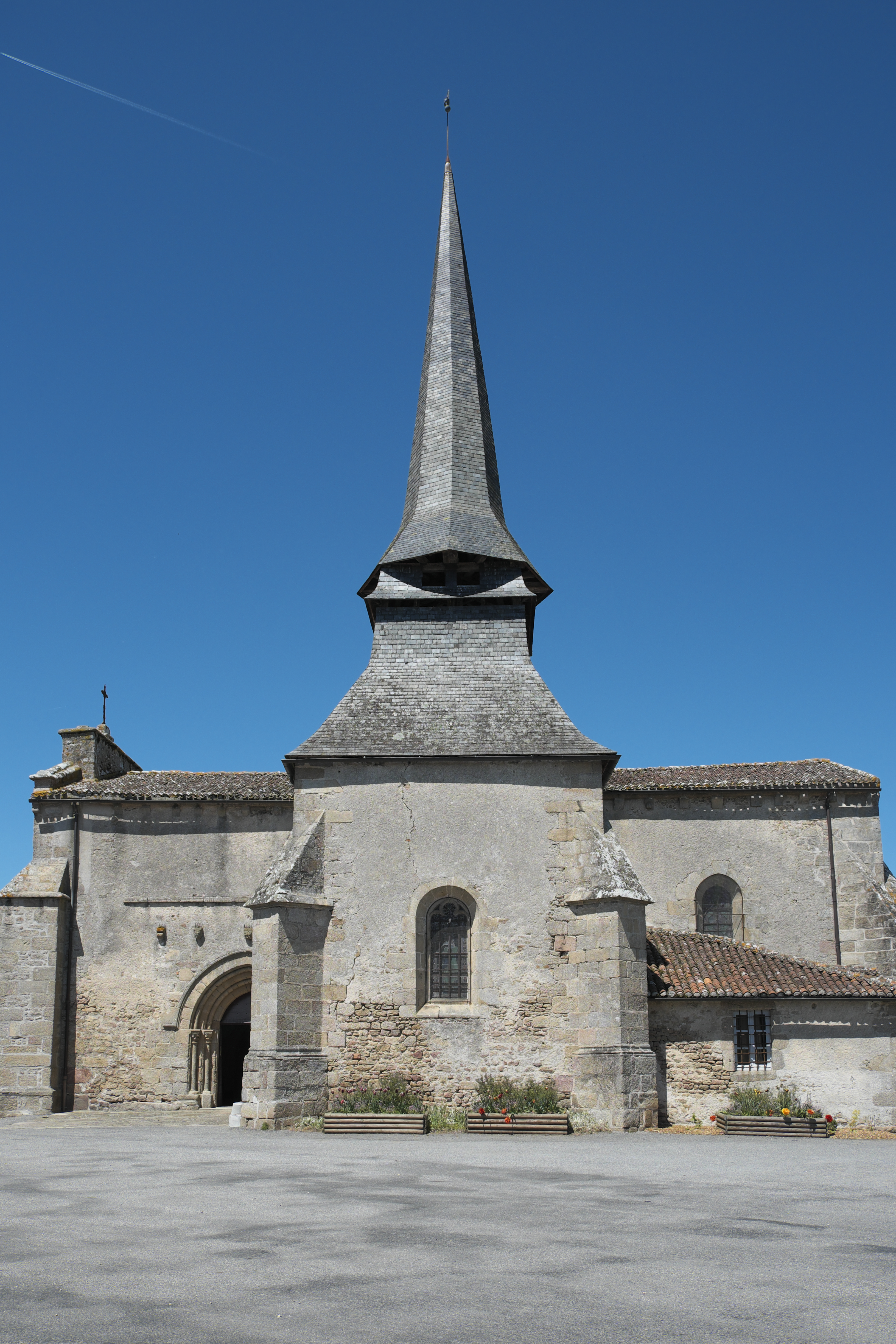
Pfarrkirche Saint-Gentien

| Jahr                       | 1962 | 1968 | 1975 | 1982 | 1990 | 1999 | 2006 | 2012 | 2020 |
| Einwohner                  | 700  | 617  | 704  | 1071 | 1311 | 1489 | 1846 | 2051 | 2218 |
| Quellen: Cassini und INSEE |      |      |      |      |      |      |      |      |      |

## Sehenswürdigkeiten
- Pfarrkirche Saint-Gentien aus dem 13. Jahrhundert, seit 1966 als Monument historique eingeschrieben
- Schloss La Chassagne, ursprünglich aus dem 16. Jahrhundert, Ende des 19. Jahrhunderts abgebrannt, Neubau von 1893 bis 1899 errichtet, seit 1984 als Monument historique eingeschrieben
- Schloss Les Monts aus dem 16. Jahrhundert
- Archäologische Stätte mit ringförmiger Befestigung aus der Antike, seit 1980 als Monument historique eingeschrieben
- Weizen- und Ölmühle an der Glane in Rabaud, vermutlich aus dem 17. Jahrhundert
- Wassermühle in Chevillou am Bief de la Glane aus dem 18./19. Jahrhundert
- Weizenmühle in Le Moulin-du-Theil, wahrscheinlich 1771 errichtet